# 达莱登
达莱登是德国莱茵兰-普法尔茨州的一个市镇。总面积15.59平方公里，总人口887人，其中男性455人，女性432人（2011年12月31日），人口密度57人/平方公里。